# ستيفن أودونيل (ممثل أسترالي)
ستيفن أودونيل (بالإنجليزية: Steven O'Donnell)‏ هو مقدم تلفزيوني وممثل أسترالي، ولد في 5 ديسمبر 1980 في أوكلاند في نيوزيلندا.

## وصلات خارجية
- الموقع الرسمي
- ستيفن أودونيل على موقع IMDb (الإنجليزية)
- ستيفن أودونيل على موقع قاعدة بيانات الفيلم (الإنجليزية)